# Gustaf Algernon Stierneld
Gustaf Algernon Stierneld, né le 12 juillet 1791 à Stockholm où il est mort le 14 novembre 1868, est un homme politique suédois.

## Biographie
Stierneld étudie aux universités de Kiel, d'Édimbourg et d'Uppsala. En 1811, il devient deuxième secrétaire du cabinet du roi pour la correspondance étrangère. Pendant la campagne d'Allemagne (1813-1814), il travaille au cabinet du prince héritier et assiste à la conférence de Trachenberg, en Pologne, aux négociations de Francfort-sur-le-Main et au congrès de paix de Kiel. En 1814, il est nommé chargé d'affaires à La Haye. De 1818 à 1828, il est envoyé à Londres. De 1838 à 1842, il est ministre d'État aux Affaires étrangères, mais n'exerce plus cette fonction à partir de 1840, à la suite d'une querelle politique liée à une affaire impliquant le Trésor du Cabinet. De 1848 à 1856, il est à nouveau ministre d'État aux affaires étrangères, à une période importante de la vie politique suédoise.
Le 21 novembre 1855, il signe à Stockholm avec Victor Lobstein et Arthur Magenis, un traité entre la France, le Royaume-Uni et la Suède afin de contenir l'extension de l'Empire russe.

## Distinctions
- Grand-croix de l'ordre de Saint-Olaf (1848)
- Grand-croix de la Légion d'honneur (1855)
- Grand-croix de l'ordre du Christ
- Chevalier de l'ordre de l'Éléphant